# Église Santa Maria Maddalena de Venise
La Maddalena est une église catholique déconsacrée de Venise, en Italie.

## Description

### Extérieur
Cet édifice peut évoquer le Panthéon, mais surtout l'église San Simeone Piccolo, œuvre de l'architecte Giovanni Scalfarotto (it). Circulaire à l'extérieur, la circularité est soulignée par l'aplatissement de la façade de temple. Au-dessus de la porte d'entrée se trouve un bas-relief contenant des symboles qui peuvent être maçonniques ou templiers, surmonté encore d'un haut tympan triangulaire. Un presbytère s'ouvre sur le côté opposé à l'entrée, dans un bâtiment arrière faisant saillie. Une sacristie est reliée au presbytère. Elle est rectangulaire, et positionnée en diagonale.  Le toit est en forme de coupole hémisphérique, surmontée d'une lanterne, clairement inspiré par l'architecture romaine antique.

### Intérieur
L'intérieur était initialement un espace blanc, recouvert de marmorino (it) (enduit lisse et brillant à base de poussière de marbre). Il est de forme hexagonale. Quatre chapelles radiales sont encadrées par des arcs en plein cintre. Sur le mur du fond de chaque chapelle se trouve un autel, posé entre deux colonnes  corinthiennes soutenant un tympan triangulaire.

## Historique
Une première église fut construite, au  XIIIe siècle par la famille Baffo sur l'ancien site d'une maison fortifiée leur appartenant,. L'église actuelle fut construite à partir des années 1760 selon une conception néo-classique de Tommaso Temanza, théoricien, ingénieur, disciple et neveu de Giovanni Scalfarotto. Tommaso Temanza est décédé en 1789. Le chantier fut achevé par Gian Antonio Selva, concepteur de l'opéra Fenice. L'église a été dépouillée de son statut de paroisse en 1810 et fermée en 1820, puis rouverte peu de temps après en tant qu'oratoire. Un clocher datant de la première église construite, qui n'était plus utilisé et qui, fragilisé, était devenu dangereux, a été démoli en 1881.
L'édifice a été restauré dans les années 2000. En 2005, au cours de ces travaux de restauration visant à éliminer le scialbatura (it) des murs (badigeon de plâtre apposé au XIXe siècle), afin de mettre au jour le marmorino (it) du XVIIIe siècle, une fresque allégorique monochrome de Giandomenico Tiepolo, représentant La Foi, est réapparue au grand jour,. Cette fresque côtoie quelques peintures du XVIIIe siècle dont une réplique d'une œuvre du même Giandomenico Tiepolo, L'ultima Cena, et des tableaux de disciples de Giovanni Battista Piazzetta.
Cette ancienne église peut être utilisée pour des expositions artistiques et a ainsi abrité des expositions de la Biennale de Venise.